# Ventforet Kófu
Ventforet Kófu (japonsky ヴァンフォーレ甲府) je japonský fotbalový klub z města Kófu hrající v J2 League. Klub byl založen v roce 1965 pod názvem Kófu SC. V roce 1999 se připojili do J.League, profesionální japonské fotbalové ligy. Svá domácí utkání hraje na Yamanashi Chuo Bank Stadium.

## Významní hráči
- Mike Havenaar
- Terujoši Itó
- Daisuke Ičikawa
- Šo Sasaki
- Naotake Hanjú
- Kóki Mizuno
- Džunja Itó
- Irfan Bachdim
- José Ortigoza